# Lee Patrick
Lee Patrick (22 noiembrie 1901 - 21 noiembrie 1982) a fost o actriță americană de film.

## Filmografie

### Film
Legenda - abrevieri studiouri
| 20th | 20th Century-Fox    | CP  | Columbia Pictures | FC   | Film Classics  |
| MGM  | Metro-Goldwyn-Mayer | Par | Paramount         | Path | Pathé          |
| RP   | Republic Pictures   | RKO | RKO Radio         | UA   | United Artists |
| Uni  | Universal           | WB  | Warner Bros.      |      |                |

| An                    | Titlu                                  | Rol                              | Regizor                        | Producător                                           | Distribuitor                                                                | Note                                                       | Ref.         |
| --------------------- | -------------------------------------- | -------------------------------- | ------------------------------ | ---------------------------------------------------- | --------------------------------------------------------------------------- | ---------------------------------------------------------- | ------------ |
| 1929                  | Strange Cargo                          | Diana Foster                     | Benjamin Glazer, Arthur Gregor | Benjamin Glazer                                      | Path                                                                        | George Barraud                                             | [ 1 ] [ 2 ]  |
| 1935                  | The Casino Murder Case                 | Nurse                            | Edwin L. Marin                 | Edwin L. Marin                                       | MGM                                                                         | Paul Lukas                                                 | [ 3 ]        |
| 1937                  | Border Cafe                            | Ellie                            | Lew Landers                    | Robert Sisk                                          | RKO                                                                         | Harry Carey, Marjorie Lord                                 | [ 4 ]        |
| 1937                  | You Can't Beat Love                    | (scenes deleted)                 | Christy Cabanne                | Robert Sisk                                          | RKO                                                                         | Preston Foster                                             | [ 1 ]        |
| 1937                  | Music for Madame                       | Nora Burns                       | John G. Blystone               | Jesse L. Lasky                                       | RKO                                                                         | Nino Martini                                               | [ 1 ]        |
| 1937                  | Danger Patrol                          | Nancy Donovan                    | Lew Landers                    | Maury M. Cohen                                       | RKO                                                                         | Harry Carey                                                | [ 5 ]        |
| 1938                  | Crashing Hollywood                     | Goldie                           | Lew Landers                    | Cliff Reid                                           | RKO                                                                         | Lee Tracy                                                  | [ 6 ]        |
| 1938                  | Night Spot                             | Flo Bradley                      | Christy Cabanne                | Robert Sisk                                          | RKO                                                                         | Allan Lane                                                 | [ 7 ]        |
| 1938                  | Maid's Night Out                       | Kissing Milk Customer            | Ben Holmes                     | Robert Sisk                                          | RKO                                                                         | Joan Fontaine, Allan Lane                                  | [ 1 ]        |
| 1938                  | Condemned Women                        | Anna 'Big Annie' Barry           | Lew Landers                    | Robert Sisk                                          | RKO                                                                         | Louis Hayward                                              | [ 8 ]        |
| 1938                  | Law of the Underworld                  | Dorothy Palmer                   | Lew Landers                    | Robert Sisk                                          | RKO                                                                         | Chester Morris                                             | [ 9 ]        |
| 1938                  | The Sisters                            | Flora Gibbon                     | Anatole Litvak                 | Anatole Litvak                                       | WB                                                                          | Errol Flynn, Bette Davis                                   | [ 1 ]        |
| 1939                  | Fisherman's Wharf                      | Stella                           | Bernard Vorhaus                | Sol Lesser                                           | RKO                                                                         | Bobby Breen, Leo Carrillo                                  | [ 10 ]       |
| 1939                  | Invisible Stripes                      | Molly                            | Lloyd Bacon                    | Hal B. Wallis, Jack L. Warner                        | WB                                                                          | George Raft, William Holden                                | [ 11 ]       |
| 1940                  | Saturday's Children                    | Florrie Sands                    | Vincent Sherman                | Hal B. Wallis                                        | WB                                                                          | John Garfield, Anne Shirley, Claude Rains                  | [ 12 ]       |
| 1940                  | City for Conquest                      | Gladys                           | Anatole Litvak                 | William Cagney                                       | WB                                                                          | James Cagney                                               | [ 13 ]       |
| 1940                  | Ladies Must Live                       | Mary Larrabee                    | Noel M. Smith                  | William Jacobs, Bryan Foy                            | WB                                                                          | George Reeves, Roscoe Karns                                | [ 14 ]       |
| 1940                  | Money and the Woman                    | Martha Church                    | William K. Howard              | William Jacobs, Bryan Foy                            | WB                                                                          | Jeffrey Lynn, Brenda Marshall, John Litel                  | [ 15 ]       |
| 1940                  | South of Suez                          | Delia Snedeker                   | Lewis Seiler                   | Bryan Foy                                            | WB                                                                          | George Brent, George Tobias                                | [ 16 ]       |
| 1940                  | Father is a Prince                     | Tess Haley                       | Noel M. Smith                  | William Jacobs, Bryan Foy                            | WB                                                                          | Grant Mitchell, Nana Bryant                                | [ 17 ]       |
| 1941                  |                                        |                                  |                                |                                                      |                                                                             |                                                            |              |
| Honeymoon for Three   | Mrs. Pettijohn                         | Lloyd Bacon                      | Hal B. Wallis                  | WB                                                   | Ann Sheridan                                                                | [ 18 ]                                                     |              |
| Footsteps in the Dark | Blondie White                          | Lloyd Bacon                      | Hal B. Wallis                  | WB                                                   | Errol Flynn                                                                 | [ 19 ]                                                     |              |
| The Nurse's Secret    | Ruth Adams                             | Noel M. Smith                    | Bryan Foy                      | WB                                                   | Regis Toomey                                                                | [ 20 ]                                                     |              |
| Million Dollar Baby   | Josie La Rue                           | Curtis Bernhardt                 | Hal B. Wallis                  | WB                                                   | Ronald Reagan                                                               | [ 21 ]                                                     |              |
| Kisses for Breakfast  | Betty Trent                            | Lewis Seiler                     | Harlan Thompson                | WB                                                   | Jane Wyatt                                                                  | [ 22 ]                                                     |              |
| The Smiling Ghost     | Rose Fairchild                         | Lewis Seiler                     | Kenneth Gamet                  | WB                                                   | Alexis Smith                                                                | [ 23 ]                                                     |              |
| The Maltese Falcon    | Effie Perine                           | John Huston                      | Hal B. Wallis                  | WB                                                   | Humphrey Bogart, Mary Astor, Gladys George, Peter Lorre, Sydney Greenstreet | [ 1 ] [ 24 ]                                               |              |
| Dangerously They Live | Nurse Johnson                          | Robert Florey                    | Bryan Foy                      | WB                                                   | John Garfield                                                               | [ 25 ]                                                     |              |
| 1942                  | A Night to Remember                    | Polly Franklin                   | Richard Wallace                | Samuel Bischoff                                      | CP                                                                          | Loretta Young, Brian Aherne                                | [ 26 ]       |
| 1942                  | Now, Voyager                           | 'Deb' McIntyre                   | Irving Rapper                  | Hal B. Wallis                                        | WB                                                                          | Bette Davis, Paul Henreid. Claude Rains, Gladys Cooper     | [ 1 ] [ 27 ] |
| 1942                  | George Washington Slept Here           | Rina Leslie                      | William Keighley               | Jerry Wald                                           | WB                                                                          | Jack Benny, Ann Sheridan                                   | [ 28 ]       |
| 1942                  | In This Our Life                       | Betty Wilmoth                    | John Huston                    | Hal B. Wallis                                        | WB                                                                          | Bette Davis, Olivia de Havilland                           | [ 29 ] [ 1 ] |
| 1942                  | Somewhere I'll Find You                | Eve "Evie" Manning               | Wesley Ruggles                 | Pandro S. Berman                                     | MGM                                                                         | Clark Gable, Lana Turner                                   | [ 1 ]        |
| 1943                  | Jitterbugs                             | Dorcas                           | Malcolm St. Clair              | Sol M. Wurtzel                                       | 20th                                                                        | Stan Laurel, Oliver Hardy                                  | [ 30 ]       |
| 1943                  | Nobody's Darling                       | Miss Pennington                  | Anthony Mann                   | Harry Grey                                           | RP                                                                          | Louis Calhern                                              | [ 31 ]       |
| 1943                  | Larceny with Music                     | Agatha Parkinson                 | Edward C. Lilley               | Edward C. Lilley                                     | Uni                                                                         | Leo Carrillo, Kitty Carlisle, William Frawley              | [ 32 ]       |
| 1944                  | Faces in the Fog                       | Cora Elliott                     | John English                   | Armand Schaefer                                      | RP                                                                          | Jane Withers                                               | [ 33 ]       |
| 1944                  | Moon Over Las Vegas                    | Mrs. Blake                       | Jean Yarbrough                 | Jean Yarbrough                                       | Uni                                                                         | Anne Gwynne, David Bruce                                   | [ 34 ]       |
| 1944                  | Gambler's Choice                       | Fay Lawrence                     | Frank McDonald                 | William H. Pine, William C. Thomas                   | Par                                                                         | Chester Morris, Nancy Kelly                                | [ 35 ]       |
| 1944                  | Mrs. Parkington                        | Madeleine Parkington Swann       | Tay Garnett                    | Leon Gordon                                          | MGM                                                                         | Greer Garson, Walter Pidgeon                               | [ 1 ] [ 36 ] |
| 1945                  | Mildred Pierce                         | Maggie Binderhof                 | Michael Curtiz                 | Jerry Wald                                           | WB                                                                          | Joan Crawford                                              | [ 1 ] [ 37 ] |
| 1945                  | Keep Your Power Dry                    | Gladys Hopkins                   | Edward Buzzell                 | George Haight                                        | MGM                                                                         | Lana Turner, Agnes Moorehead, Natalie Schafer              | [ 38 ]       |
| 1945                  | See My Lawyer                          | Sally Evans                      | Edward F. Cline                | Edmund L. Hartmann                                   | Uni                                                                         | Ole Olsen                                                  | [ 39 ]       |
| 1945                  | Over 21                                | Mrs. Foley                       | Charles Vidor                  | Sidney Buchman                                       | CP                                                                          | Irene Dunne                                                | [ 40 ]       |
| 1946                  | The Walls Came Tumbling Down           | Susan                            | Lothar Mendes                  | Albert J. Cohen                                      | CP                                                                          | Edgar Buchanan                                             | [ 41 ]       |
| 1946                  | Strange Journey                        | Mrs. Lathrop                     | James Tinling                  | Sol M. Wurtzel                                       | 20th                                                                        | Paul Kelly                                                 | [ 42 ]       |
| 1946                  | Wake Up and Dream                      | The Blonde                       | Lloyd Bacon                    | Walter Morosco                                       | 20th                                                                        | John Payne, June Haver                                     | [ 43 ]       |
| 1947                  | Mother Wore Tights                     | Lil                              | Walter Lang                    | Lamar Trotti                                         | 20th                                                                        | Betty Grable                                               | [ 44 ]       |
| 1948                  | Big Sister Blues                       | Karen Saunders                   | Alvin Ganzer                   | Harry Grey                                           | Par                                                                         | John Ridgely                                               | [ 45 ]       |
| 1948                  | Inner Sanctum                          | Ruth Bennett                     | Lew Landers                    | Richard B. Morros, Samuel Rheiner, Walter Shenson    | FC                                                                          | Charles Russell                                            | [ 46 ]       |
| 1948                  | The Snake Pit                          | Asylum inmate                    | Anatole Litvak                 | Robert Bassler, Anatole Litvak, Darryl F. Zanuck     | 20th                                                                        | Olivia de Havilland                                        | [ 1 ]        |
| 1948                  | Singin' Spurs                          | Clarissa Bloomsbury              | Ray Nazarro                    | Colbert Clark                                        | CP                                                                          | Hoosier Hot Shots, Jay Silverheels                         | [ 47 ]       |
| 1949                  | The Doolins of Oklahoma                | Melissa Price                    | Gordon Douglas                 | Harry Joe Brown                                      | CP                                                                          | Randolph Scott                                             | [ 48 ]       |
| 1950                  | The Lawless                            | Jan Dawson                       | Joseph Losey                   | William H. Pine, William C. Thomas                   | Par                                                                         | Macdonald Carey                                            | [ 49 ]       |
| 1950                  | Caged                                  | Elvira Powell                    | John Cromwell                  | Jerry Wald                                           | WB                                                                          | Eleanor Parker, Agnes Moorehead, Ellen Corby, Hope Emerson | [ 1 ]        |
| 1950                  | The Fuller Brush Girl                  | Claire Simpson                   | Lloyd Bacon                    | S. Sylvan Simon                                      | CP                                                                          | Lucille Ball                                               | [ 50 ]       |
| 1951                  | Tomorrow Is Another Day                | Janet Higgins                    | Felix E. Feist                 | Henry Blanke                                         | WB                                                                          | Ruth Roman                                                 | [ 51 ]       |
| 1953                  | Take Me to Town                        | Rose                             | Douglas Sirk                   | Leonard Goldstein, Ross Hunter                       | Uni                                                                         | Ann Sheridan                                               | [ 52 ]       |
| 1954                  | There's No Business Like Show Business | Marge                            | Walter Lang                    | Sol C. Siegel                                        | 20th                                                                        | Ethel Merman, Donald O'Connor, Marilyn Monroe              | [ 53 ]       |
| 1958                  | Vertigo                                | Car Owner Mistaken for Madeleine | Alfred Hitchcock               | Alfred Hitchcock                                     | Par                                                                         | James Stewart, Kim Novak                                   | [ 1 ]        |
| 1958                  | Auntie Mame                            | Doris Upson                      | Morton DaCosta                 | Morton DaCosta                                       | WB                                                                          | Rosalind Russell                                           | [ 1 ] [ 54 ] |
| 1959                  | Pillow Talk                            | Mrs Walters                      | Michael Gordon                 | Ross Hunter, Martin Melcher                          | Uni                                                                         | Rock Hudson, Doris Day                                     | [ 1 ]        |
| 1960                  | Visit to a Small Planet                | Rheba Spelding                   | Norman Taurog                  | Norman Taurog                                        | Par                                                                         | Jerry Lewis                                                | [ 55 ]       |
| 1961                  | Summer and Smoke                       | Mrs Ewell                        | Peter Glenville                | Paul Nathan, Hal B. Wallis                           | Par                                                                         | Laurence Harvey, Geraldine Page                            | [ 1 ]        |
| 1961                  | Goodbye Again                          | Mme Fleury                       | Anatole Litvak                 | Anatole Litvak                                       | UA                                                                          | Ingrid Bergman, Anthony Perkins                            | [ 56 ]       |
| 1962                  | A Girl Named Tamiko                    | Mary Hatten                      | John Sturges                   | Joseph H. Hazen, Hal B. Wallis                       | Par                                                                         | Laurence Harvey, France Nuyen                              | [ 57 ]       |
| 1963                  | 7 Faces of Dr. Lao                     | Mrs. Howard T. Cassan            | George Pal                     | George Pal                                           | MGM                                                                         | Tony Randall                                               | [ 1 ] [ 58 ] |
| 1963                  | Wives and Lovers                       | Mrs. Swenson                     | John Rich                      | Edward Anhalt                                        | Par                                                                         | Janet Leigh                                                | [ 59 ]       |
| 1964                  | The New Interns                        | Housekeeper                      | John Rich                      | Robert Cohn                                          | CP                                                                          | Michael Callan, Barbara Eden                               | [ 59 ]       |
| 1975                  | The Black Bird                         | Effie                            | David Giler                    | George Segal, Ray Stark, Lou Lombardo, Michael Levee | CP                                                                          | George Segal, Stéphane Audran                              | [ 1 ] [ 60 ] |